# Замерберг
Замерберг (нем. Samerberg) — община в Германии, в земле Бавария. 
Подчиняется административному округу Верхняя Бавария. Входит в состав района Розенхайм.  Население составляет 2670 человек (на 31 декабря 2010 года). Занимает площадь 33,39 км².